# Juanlu Sánchez
Juan Luis Sánchez Velasco (Sevilla, 15 de agosto de 2003), deportivamente conocido como Juanlu, es un futbolista español que juega en el Sevilla F. C. como defensa de la Primera División de España. Su hermano Carlos es también jugador de futbol.

## Carrera deportiva

### Sevilla Atlético
Empezó su carrera a los seis años jugando en C.D. Los Caminantes, en el que militó un año. Tras una temporada en el club quinteño, pasó al C.D. San Alberto Magno, también de Montequinto, donde militó cinco años. A los doce años realizó una prueba para acceder a las categorías inferiores del Sevilla F. C. A los doce años ganó la LaLiga Promises en categoría alevín con el club hispalense y fue campeón de España en la categoría cadete con la selección de Andalucía.
Desde cadetes pasó directamente al Sevilla Atlético.

### Sevilla F. C. y C. D. Mirandés
En mayo de 2020, formando parte aún de los juveniles, Julen Lopetegui, con la vuelta de las competiciones tras la pandemia de COVID-19, lo elige junto a otros seis canteranos para formar parte de las sesiones preparatorias individuales. Esa misma temporada se proclama campeón de la Europa League.
Hizo su debut el 15 de diciembre de 2021 en una eliminatoria copera contra el C. D. Andrach.
En agosto de 2022, se marcha cedido sin opción a compra al C. D. Mirandés. Debutó en el primer partido de liga ante el Sporting de Gijón.
Con el club burgalés jugó un total de 2779 minutos repartidos en 38 partidos en los que anotó dos goles y dio cinco asistencias.
A su vuelta del club burgalés realiza la pretemporada con el primer equipo convirtiéndose en uno de los jugadores más importantes para José Luis Mendilibar. Finalmente se le dio ficha en el primer equipo.

### Selección nacional
Ha formado parte de la selección española sub-16, sub-17, sub-18 y sub-19. En octubre de 2023 debuta con la selección sub-21 al salir desde el banquillo en partido contra Uzbekistán.
En 2024 acudió con la selección olímpica en calidad de reserva, debutó en la victoria por 1 a 3 contra República Dominicana y marcó el gol que daba el pase a España a la final olímpica.

## Estadísticas
Actualizado al último partido disputado el 25 de mayo de 2025.
| Club | Div.          | Temporada     | Liga  | Liga  | Liga   | Copas nacionales(1) | Copas nacionales(1) | Copas nacionales(1) | Torneos internacionales(2) | Torneos internacionales(2) | Torneos internacionales(2) | Total | Total | Total  |
| Club | Div.          | Temporada     | Part. | Goles | Asist. | Part.               | Goles               | Asist.              | Part.                      | Goles                      | Asist.                     | Part. | Goles | Asist. |
| --- | ------------- | ------------- | ----- | ----- | ------ | ------------------- | ------------------- | ------------------- | -------------------------- | -------------------------- | -------------------------- | ----- | ----- | ------ |
| Sevilla Atlético · España | 2.ª B         | 2019-20       | 16    | 0     | 1      | ―                   | ―                   | ―                   | ―                          | ―                          | ―                          | 16    | 0     | 1      |
| Sevilla Atlético · España | 2.ª B         | 2020-21       | 23    | 3     | 2      | ―                   | ―                   | ―                   | ―                          | ―                          | ―                          | 23    | 3     | 2      |
| Sevilla Atlético · España | 1.ª RFEF      | 2021-22       | 29    | 4     | 2      | ―                   | ―                   | ―                   | 5                          | 1                          | 0                          | 34    | 5     | 2      |
| Sevilla Atlético · España | Total club    | Total club    | 68    | 7     | 5      | ―                   | ―                   | ―                   | 5                          | 1                          | 0                          | 73    | 8     | 5      |
| Sevilla FC · España | 1.ª           | 2021-22       | 1     | 0     | 0      | 1                   | 0                   | 0                   | 0                          | 0                          | 0                          | 2     | 0     | 0      |
| Sevilla FC · España | 1.ª           | 2023-24       | 26    | 0     | 2      | 4                   | 1                   | 0                   | 7                          | 0                          | 1                          | 37    | 1     | 3      |
| Sevilla FC · España | 1.ª           | 2024-25       | 32    | 4     | 4      | 3                   | 1                   | 1                   | -                          | -                          | -                          | 35    | 5     | 5      |
| Sevilla FC · España | Total club    | Total club    | 59    | 4     | 6      | 8                   | 2                   | 1                   | 7                          | 0                          | 1                          | 74    | 6     | 8      |
| C.D. Mirandés · España | 2.ª           | 2022-23       | 37    | 2     | 5      | 1                   | 0                   | 0                   | ―                          | ―                          | ―                          | 38    | 2     | 5      |
| C.D. Mirandés · España | Total club    | Total club    | 37    | 2     | 5      | 1                   | 0                   | 0                   | 0                          | 0                          | 0                          | 38    | 2     | 5      |
| Total carrera | Total carrera | Total carrera | 164   | 13    | 16     | 9                   | 2                   | 1                   | 12                         | 1                          | 1                          | 185   | 16    | 18     |
| (1)Incluidos los datos de la Copa del Rey(2021-22) (2022-23). (2)Incluidos los datos de la Liga Juvenil de la UEFA(2021-22), Supercopa de la UEFA 2023. |               |               |       |       |        |                     |                     |                     |                            |                            |                            |       |       |        |

## Palmarés

### Torneos internacionales
| Título                 | Club          | Sede     | Año     |
| ---------------------- | ------------- | -------- | ------- |
| Liga Europa de la UEFA | Sevilla F. C. | Alemania | 2019-20 |
| Juegos Olímpicos       | España        | París    | 2024    |

### Distinciones individuales
- Deportista revelación de la 40.ª Gala del Deporte Nazareno: 2020[19]
- Giraldillo del Ayuntamiento de Sevilla: 2024[20]